# 다케다 다다시
다케다 다다시(일본어: 竹田 忠嗣, 1986년 7월 27일 ~ )는 일본의 전 축구 선수이다.

## 구단 경력
그는 2005년부터 2021년까지 J리그의 제프 유나이티드 이치하라, 파지아노 오카야마, FC 기후에서 활동하였다.